# La Edad Hiboria
La Edad Hiboria es un ensayo de Robert Ervin Howard relativo a la Era Hiboria, el universo de ficción en el que el escritor texano situó sus relatos de Conan el Cimmerio. Fue escrito en 1932, pero no fue publicado en vida de su autor. Su propósito consistió en aportar coherencia interna al universo ficticio del personaje.